# Epidendrum flexicaule
Epidendrum flexicaule är en orkidéart som beskrevs av Rudolf Schlechter. Epidendrum flexicaule ingår i släktet Epidendrum och familjen orkidéer. Inga underarter finns listade i Catalogue of Life.